# Les Grandes Tables du Monde
Les Grandes Tables du Monde är en sammanslutning av gastronomiska lyxrestauranger, grundad 1954 i Paris som Traditions & Qualité. Idag finns 158 medlemsrestauranger i 22 länder, däribland svenska Operakällaren och Fredsgatan 12 i Stockholm. Tidigare var Edsbacka krog medlem i sammanslutningen.